# Acholeplasma
Acholeplasma es un género de bacterias sin pared celular de la clase Mollicutes. Las especies son anaerobios facultativos que pueden ser saprotrófos o patógenos. Hay 15 especies reconocidas. El contenido de G + C es bajo, oscilando entre el 26 y el 36 % (% en moles). Los genomas de las especies de Acholeplasma varían en tamaño de 1,5 a 1,65 Mbp. El colesterol no es necesario para el crecimiento. Las especies se encuentran en animales y algunas plantas. La temperatura óptima de crecimiento es de 30 a 37 grados Celsius.
La especie Acholeplasma laylawii es un contaminante común de los productos de los medios de cultivo celular y también se ha utilizado en estudios extensos del polimorfismo de lípidos porque este organismo altera su proporción de MGlcDG (monoglucosil diacilglicerol) a DGlcDG (diglucosil diacilglicerol) en respuesta a las condiciones de crecimiento.

## Especies
Incluye las siguientes especies:
- Acholeplasma axanthum
- Acholeplasma brassicae
- Acholeplasma cavigenitalium
- Acholeplasma entomophilum
- Acholeplasma equifetale
- Acholeplasma florum
- Acholeplasma granularum
- Acholeplasma hippikon
- Acholeplasma laidlawii
- Acholeplasma modicum
- Acholeplasma morum
- Acholeplasma multilocale
- Acholeplasma oculi
- Acholeplasma palmae
- Acholeplasma parvum
- Acholeplasma pleciae
- Acholeplasma seiffertii
- Acholeplasma vituli